# Union Square (San Francisco)
Pour les articles homonymes, voir Union Square.
Union Square est le centre commerçant, hôtelier et théâtral de San Francisco, nommé d'après la place de ce nom délimitée par les rues de Post, Geary, Powell et Stockton. Les rues piétonnes et la concentration de grands magasins (notamment Saks, Macy's et Neimann-Marcus) d'hôtels et de théâtres en font de ce quartier l'une des destinations touristiques privilégiées de la ville. On y trouve également la Crocker Galleria, vaste galerie marchande.
La place, dessinée en 1901, tire son nom des manifestations en faveur des soldats de l'Union (Nordistes) pendant la guerre de Sécession. Elle a subi de nombreux changements, d'abord à la suite du tremblement de terre de 1906, qui détruisit la plupart des immeubles autour de la place, puis en 1940, lorsqu'un parking souterrain y fut construit, puis enfin dans les années 1990. Un parc d'un hectare est le centre d'Union Square. Une statue placée au sommet d'une colonne de style corinthien commémore la victoire de l'amiral George Dewey dans la baie de Manille durant la guerre hispano-américaine.
Deux lignes de cable cars passent sur Powell Street, mais le quartier est également desservi par le tramway F Market, ainsi que Muni et BART par la station de Powell Street.

## Galerie

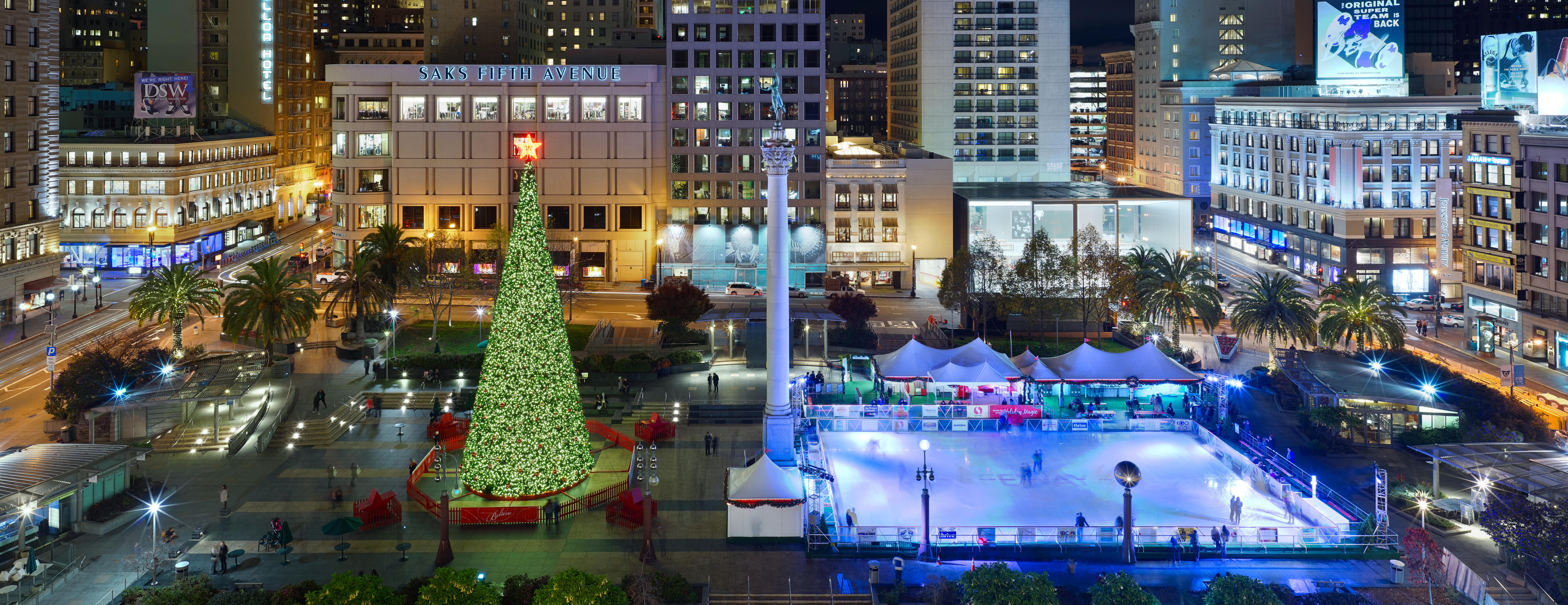
Les palmiers portent des décorations de Noël en 2016. Vue de la terrasse de Macy's Union Square (en)
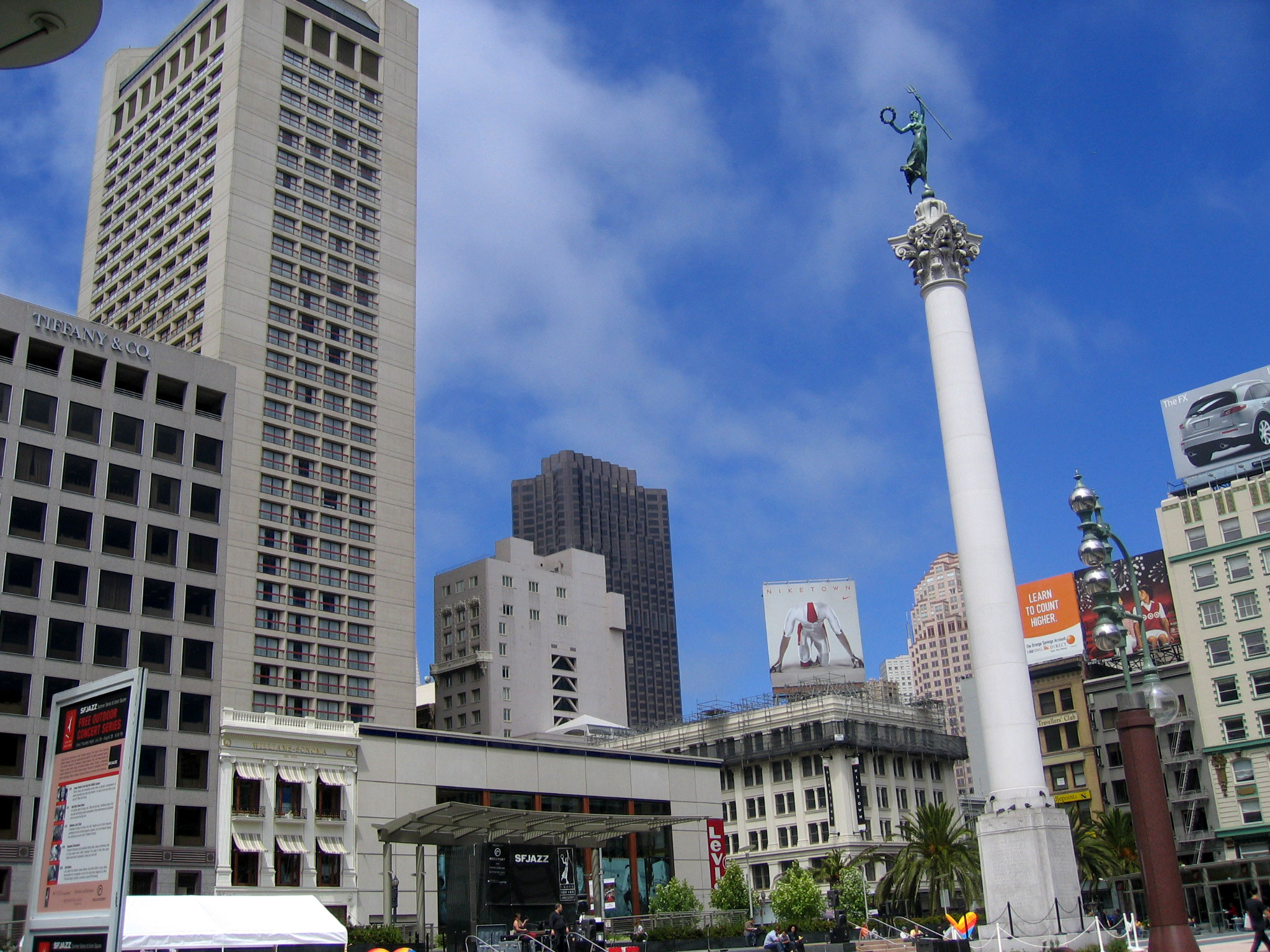
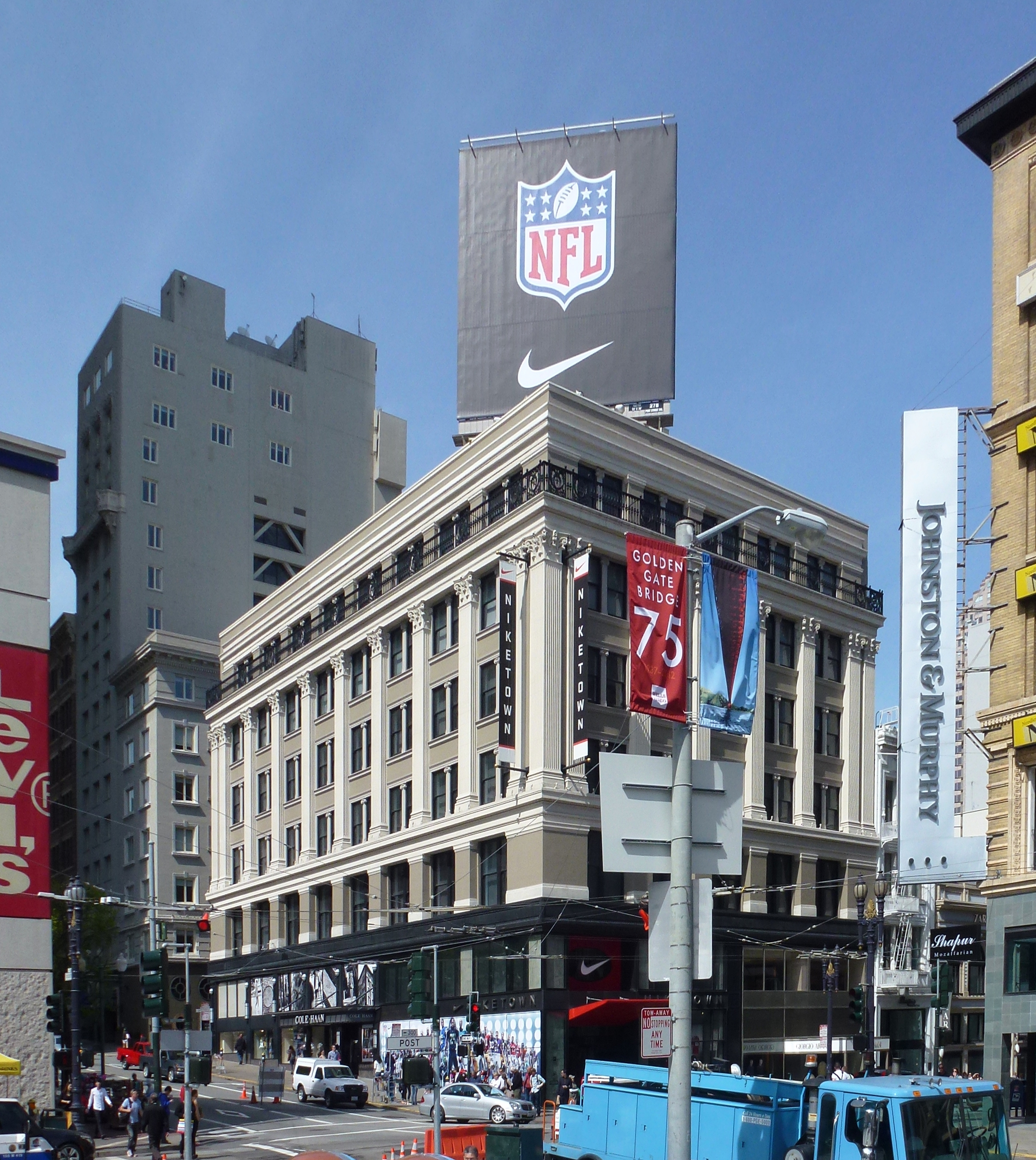
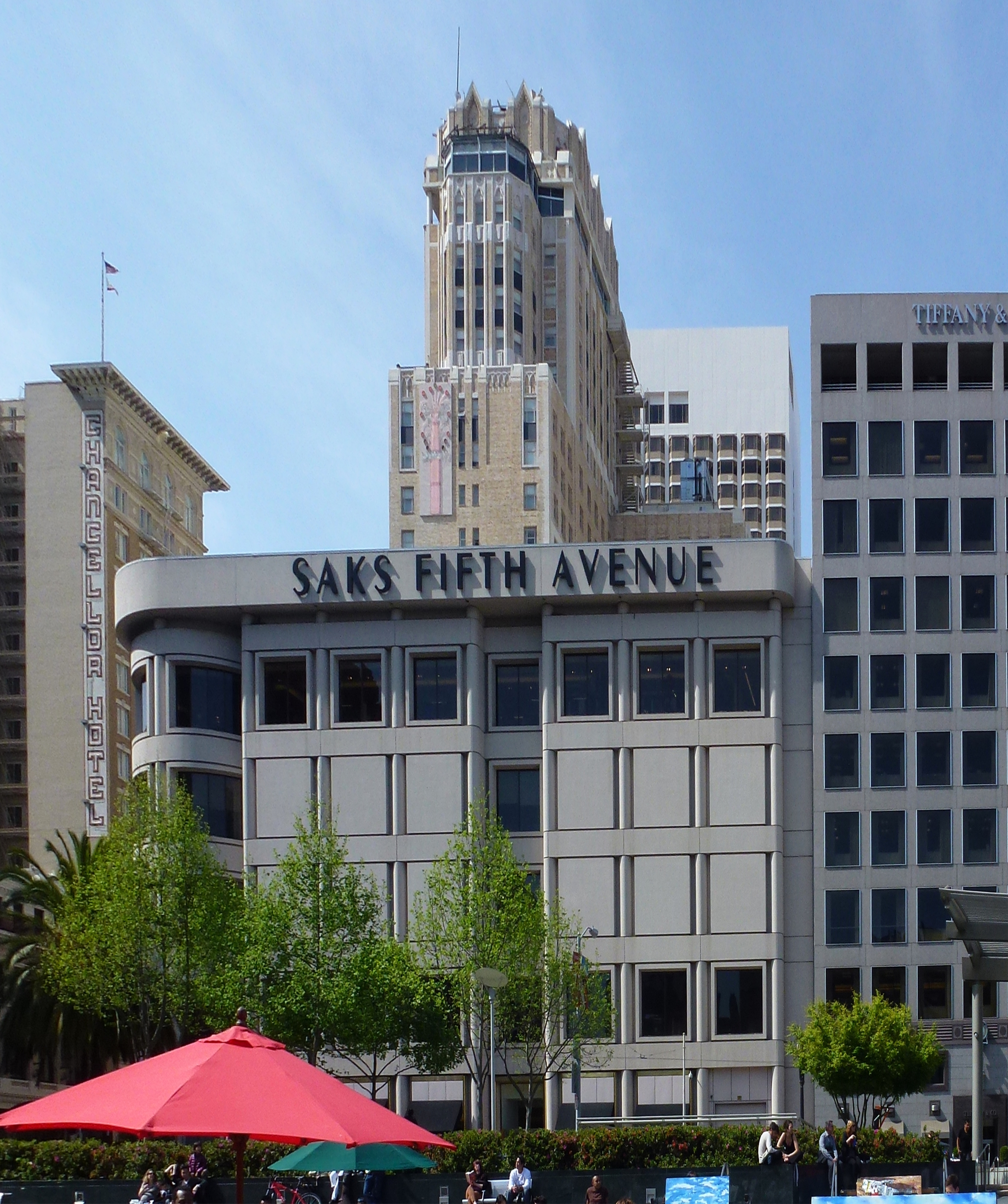
La tour du Westin St. Francis (en) domine Union Square.

## Anecdote
- En janvier 1965, le compositeur de musique minimaliste Steve Reich enregistre le prêche de Brother Walter sur Union Square, puis créera It's Gonna Rain qui deviendra une œuvre fondatrice de ce courant musical.